# Colombicallia
Colombicallia är ett släkte av skalbaggar. Colombicallia ingår i familjen långhorningar.
Kladogram enligt Catalogue of Life:
| Colombicallia | \| \| Colombicallia albofasciata \| \| \| \| \| \| Colombicallia curta \| \| \| \| |
|               | \| \| Colombicallia albofasciata \| \| \| \| \| \| Colombicallia curta \| \| \| \| |
|               | Colombicallia albofasciata                                                         |
|               |                                                                                    |
|               | Colombicallia curta                                                                |
|               |                                                                                    |